# Майклсон, Ингрид
Ингрид Эллен Эгберт Майклсон (англ. Ingrid Ellen Egbert Michaelson, род. 8 декабря 1979 года) — американская инди-поп певица и автор песен из Нью-Йорка. Она выпустила 7 альбомов, начиная с 2005 года. Её музыка была использована в эпизодах нескольких популярных телевизионных шоу, включая «Дневники вампира», «Клиника», «Братья и сёстры», «Анатомия страсти», «Следствие по телу», «Дурнушка», «Холм одного дерева» и т. д.
Наиболее известна благодаря хиту «The Way I Am», который был сертифицирован в США платиновым.
Её отец, Карл Майклсон (англ. Carl Michaelson) — музыкант, швед по национальности (в связи с этим в публикациях на русском языке фамилию певицы иногда записывают в шведской манере — Микаэльсон). Её мать, Элизабет Эгберт (англ. Elizabeth Egbert) — скульптор, её предки были голландцами. У Ингрид есть брат Чарльз (англ. Charles).

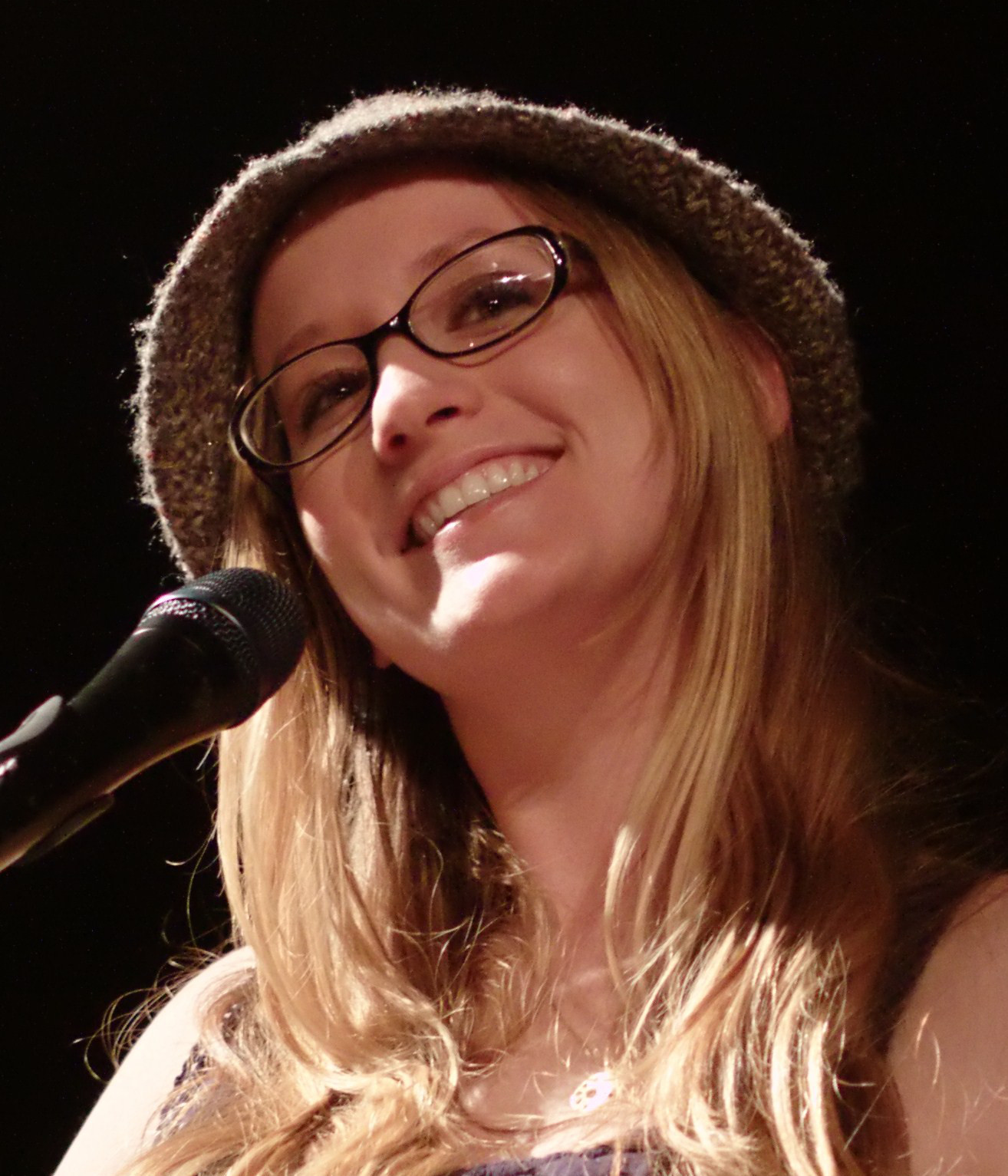
Выступление в Амстердаме в 2009

## Дискография

### Студийные альбомы
| Slow the Rain                                                          | - Дата выпуска: 10 января 2005 - Лейбл: self-released - Форматы: CD, цифровая дистрибуция                   | —  | —  | — | — | —   |  |
| Girls and Boys                                                         | - Дата выпуска: 16 мая 2007 - Лейбл: Cabin 24 Records - Форматы: CD, цифровая дистрибуция                   | 63 | 17 | 1 | 6 | 100 |  |
| Be OK                                                                  | - Дата выпуска: 14 октября 2008 - Лейбл: Cabin 24 Records - Форматы: CD, цифровая дистрибуция               | 35 | 13 | — | 2 | —   |  |
| Everybody                                                              | - Дата выпуска: 25 августа 2009 - Лейбл: Cabin 24 Records - Форматы: CD, цифровая дистрибуция               | 18 | 7  | — | — | —   |  |
| Human Again                                                            | - Дата выпуска: 24 января 2012 - Лейбл: Cabin 24 Records, Mom+Pop Music - Форматы: CD, цифровая дистрибуция | 5  | 2  | 1 | 1 | -   |  |
| Lights Out                                                             | - Дата выпуска: 15 апреля 2014 - Лейбл: Cabin 24 Records, Mom+Pop Music - Форматы: CD, цифровая дистрибуция | 5  | 2  | 5 | 1 | 50  |  |
| It Doesn't Have to Make Sense                                          | - Дата выпуска: 26 августа 2016 - Лейбл: Cabin 24 Records, Mom+Pop Music                                    |    |    |   |   |     |  |
| «—» означает, что релиз не был в чартах или не выпущен в данной стране | |    |    |   |   |     |  |

### Синглы
| 2007                                                                   | «The Way I Am» | 37 | 20 | 15 | —  | 36 | 51 | 69 | —   | - US: платиновый | Girls and Boys |
| 2008                                                                   | «Be OK»        | 91 | —  | —  | —  | 45 | —  | 64 | 174 |                  | Be OK          |
| 2009                                                                   | «Maybe»        | —  | 27 | 14 | 38 | —  | —  | 97 | —   |                  | Everybody      |
| 2010                                                                   | «Everybody»    | —  | —  | —  | —  | —  | —  | —  | —   |                  | Everybody      |
| «—» означает, что релиз не был в чартах или не выпущен в данной стране |                |    |    |    |    |    |    |    |     |                  |                |